# انجمن اسلامی دانشجویان دانشگاه تهران

لوگو انجمن اسلامی دانشجویان دانشگاه تهران و علوم پزشکی تهران

انجمن اسلامی دانشجویان دانشگاه تهران و علوم پزشکی تهران نخستین انجمن اسلامی دانشجویان در ایران و دومین نهاد مدنی ایران پس از کانون وکلای دادگستری مرکز است که در اوایل دهه ۱۳۲۰ شمسی تأسیس شد. این انجمن ابتدا در دانشکده پزشکی تأسیس سپس با پیوستن دانشکده فنی به انجمن اسلامی دانشگاه تهران تبدیل شد. از مؤسسان این مجموعه می‌توان از محب الله آزاده، عطاالله شهاب پور مهندس مهدی بازرگان و عزت‌الله سحابی نام برد.
با توجه به آن‌که در گذشتهٔ آموزش عالی کشور وزارت خانهٔ علوم عهده‌دار ادارهٔ دانشگاه‌ها بود دانشکده‌های دانشگاه علوم پزشکی هم تحت یک لواء در انجمن اسلامی عضو بودند بنابراین پس از سپرده شدن ادارهٔ دانشکده‌های علوم پزشکی به وزارت بهداشت از لحاظ سازمانی دو دانشگاه تهران و علوم پزشکی تهران جدا شدند ولی همچنان انجمن اسلامی دانشجویان دانشگاه تهران و علوم پزشکی تهران یک عنوان جدانشدنی است.
در حال حاضر ۱۸ دانشکدهٔ دانشگاه تهران و ۷ دانشکدهٔ دانشگاه علوم پزشکی تهران تشکیل دهندهٔ انجمن اسلامی دانشجویان دانشگاه تهران و علوم پزشکی تهران هستند. دبیر فعلی تشکیلات سید علیرضا هاشمی بافقی (دانشجوی دندانپزشکی) است. 

## پیشینه
اوایل دهه ۲۰ با تأسیس انجمن اسلامی دانشجویان دانشکده پزشکی دانشگاه تهران اولین بارقه‌های حضور جریان‌های اسلامگرا در دانشگاه‌های ایران دیده می‌شود.
پس از کودتای ۲۸ مرداد ۱۳۳۲ و سرنگونی دولت محمد مصدق شاهد تشکیل گروه‌هایی چون نهضت آزادی که با نوعی تلفیق اندیشه اسلام‌گرایی و منش لیبرالی جبهه ملی شکل می‌گیرد در کنار گروه‌هایی چون سازمان مجاهدین خلق ایران با اندیشه بین اسلام‌گرایی با منش مارکسیستی حزب توده هستیم. این مشاهدات در واقع بیانگر میل به شاخص‌های فعالیت اسلام‌گرایی است و بیش از آنکه این گروه‌ها از اسلام گرایان به نفع تفکر لیبرالی و مارکسیستی یارگیری کنند، یارگیری از لیبرال منش‌ها و مارکسیستها به نفع جریان اسلام‌گرایی محسوب می‌گردد. جنبش دانشجویی نیز علی القاعده در تحت تأثیر فضای عمومی خصوصاً فضای اسلام گرایانه طبقه روشنفکر و متوسط قرار داشته، به‌طوری‌که زمانی که در سال ۵۶ به‌طور مشهود رشد شاخصه‌های تفکر اسلام‌گرایی در جامعه مشاهده می‌شود، جنبش دانشجویی نیز به همان راه متمایل می‌گردد.
در خرداد ۵۶ بود که برای اولین بار مراسم بزرگداشت ۱۵ خرداد در کوی دانشگاه تهران برگزار شد، و دانشجویان دانشکده اقتصاد در کلاس‌های خود دقایقی به احترام کشته شدگان ۱۵ خرداد سکوت کردند.

## تصرف سفارت آمریکا
انجمن اسلامی دانشگاه تهران به همراه انجمن اسلامی دانشگاه شریف و امیرکبیر تحت عنوان دانشجویان مسلمان پیرو خط امام مسئولیت اصلی تصرف سفارت آمریکا در ۱۳ آبان ۱۳۵۸ را بر عهده داشتند. از دانشجویان دانشگاه تهران در این ماجرا می‌توان از سید محمدرضا خاتمی، سعید حجاریان و رحمان دادمان نام برد.

## انتخابات ریاست جمهوری ۱۳۸۸
انجمن اسلامی دانشجویان دانشگاه تهران در انتخابات ۱۳۸۸ حضور فعالی داشت. ابوالفضل فاتح دبیر انجمن اسلامی دانشگاه تهران در دهه ی هفتاد مسئول رسانه و تبلیغات میرحسین موسوی در این انتخابات بود و بسیاری از اعضاء مؤثر این انجمن در ادوار مختلف در بخش رسانه و تبلیغات و دیگر بخش های ستاد میرحسین موسوی فعال بودند. در ۱۳ اسفند ۱۳۸۷، به مناسبت ۶۶ امین سالگرد تأسیس انجمن اسلامی دانشجویان دانشگاه تهران، میرحسین موسوی پس از گذشت ۱۱ سال، در تالار شهید چمران دانشکده فنی دانشگاه تهران حضور یافته و به ایراد نخستین سخنرانی انتخاباتی خود در دانشگاه پرداخت. انتقاد از سیاست خارجی افراطی دولت احمدی‌نژاد، دولتی شدن روحانیت، توقیف و تحدید مطبوعات و همچنین توزیع نقدی پول توسط احمدی‌نژاد در سطح کشور از جمله مهم‌ترین مواضع موسوی بود.
پس از انتخابات انجمن اسلامی دانشگاه تهران با بیانه‌های متعدد به نتیجه انتخابات و برخورد با دانشجویان در حمله به کوی دانشگاه تهران در ۲۵ خرداد ۱۳۸۸ اعتراض نموده‌است.

## نقل قول‌ها
- سید محمد خاتمی:

شما و پاره‌ای معدود از انجمن‌ها و تشکل‌های دانشجویی تقریباً تنها باقی‌مانده اصیل حرکت دانشجویی و اسلامی هستید که از حرکت دانشجویی مستقلی نمایندگی می‌کند که دلبسته به ایران و اسلام و سرنوشت مردم است و در عین حال منتقد نیز هست و خواستار این است که همواره اصلاحات صورت بگیرد به نفع مردم و کشور.— سید محمد خاتمی، در دیدار با اعضای انجمن اسلامی دانشگاه تهران ۱۳۹۱

## حذف سخنرانی دبیر انجمن اسلامی در سال ۱۳۹۸ در مقابل رهبر ایران
مهرداد پولادی دبیر  انجمن اسلامی دانشجویان  دانشگاه تهران در گفت وگو با  ایرنا  شنبه ۴ خرداد ۱۳۹۸ به لغو تریبون سخنرانی نماینده انجمن اسلامی دانشگاه تهران و علوم پزشکی تهران نزد رهبر انقلاب اشاره کرد و گفت: از ابتدای هفته گذشته اعلام شده بود که امسال انجمن اسلامی در افطاری بیت رهبری تریبون دارد و این موضوع حتی رسانه‌ای هم شده بود. اما در ساعات منتهی به آغاز مراسم ناگهان بدون ذکر هیچ دلیلی به ما اعلام شد که تریبون سخنرانی نماینده انجمن در این مراسم لغو شده‌است. فارغ از اینکه چه کسانی و با چه دلیلی دست به انجام چنین کاری زده‌اند، باید گفت که این قبیل اقدامات به زیان کشور است. یکی از مهم‌ترین مسائلی که قصد داشتم در حضور رهبری طرح کنم، تبعیض‌هایی است که علیه گروه‌های مختلف سیاسی و اجتماعی به بهانه‌های مقدس اعمال می‌شود. این رفتارهای تبعیض‌آمیز به انسجام داخلی کشور آسیب می‌زند و این در حالی است که امروز کشور بیش از هر زمان دیگری به انسجام و وحدت برای ایستادگی در مقابل خدعه‌های دشمنان نیاز دارد. مصداق همین رفتارهای تبعیض‌آمیز، چینش دانشجویان سخنران در افطاری بیت رهبری است که همگی متعلق به یک جریان سیاسی هستند. این در حالی است که نه فقط ما، که جریانات و سایر اتحادیه‌های دانشجویی پایبند به قانون اساسی نیز حق دارند تا آزادانه مسائلشان را با رهبری مطرح کنند. حذف صداهای منتقد شائبه مهندسی این جلسه را ایجاد می‌کند در حالی که نباید شائبه سیاسی‌کاری در انتخاب سخنرانان چنین مراسمی که نه جناحی و سیاسی بلکه ملی است، ایجاد شود.

## انشعابات
- انجمن‌های اسلامی دانشجویان (اکنون–۱۳۲۱)
  - اتحادیه انجمن‌های اسلامی دانشجویان در اروپا (اکنون–۱۳۴۴)
  - انجمن‌های اسلامی دانشجویان در آمریکا و کانادا (اکنون–۱۳۴۹)
    - سازمان دانشجویان ایرانی مسلمان (؟–۱۳۵۳)

  - اتحادیه انجمن‌های اسلامی دانشجویان ایرانی شبه‌قاره هند (اکنون–؟)
  - اتحادیه انجمن‌های اسلامی دانشجویان دانشگاه‌ها و مراکز آموزش عالی کشور (دفتر تحکیم وحدت) (اکنون–۱۳۵۸)
    - دانشجویان مسلمان پیرو خط امام (۱۳۵۹–۱۳۵۸)
    - اتحادیه انجمن‌های اسلامی دانشجویان و فارغ‌التحصیلان دانشگاه‌ها و مراکز آموزش عالی (جنبش اعتدال اسلامی) (۱۳۹۶–۱۳۶۴)
      - اتحادیه جامعه اسلامی دانشجویان (اکنون–۱۳۶۸)

    - اتحادیه ملی دانشجویان (دهه ۱۳۷۰)
    - جبهه متحد دانشجویی (دهه ۱۳۷۰)

    - اتحادیه انجمن‌های اسلامی دانشجویان مستقل (اکنون–۱۳۷۸)
    - دفتر تحکیم وحدت - طیف شیراز (۱۳۸۷–۱۳۸۰)
    - دفتر تحکیم وحدت - طیف علامه (۱۳۸۷–۱۳۸۰)
      - دفتر تحکیم وحدت - طیف دموکراسی‌خواه (۱۳۸۴–۱۳۸۲)

  - اتحادیه تشکل‌های اسلامی سیاسی دانشجویان دانشگاه آزاد اسلامی (اتحادیه اول) (اکنون–۱۳۷۷)
  - سازمان اسلامی دانشجویان ایران (سادا) (اتحادیه دوم) (اکنون–۱۳۸۱)
  - مجمع تشکل‌های اسلامی دانشجویان دانشگاه آزاد اسلامی (اتحادیه سوم) (اکنون–۱۳۸۱)